# Жямайтская возвышенность
Жяма́йтская возвы́шенность (Жема́йтская возвы́шенность, Жму́дская возвы́шенность, Жемайтийская возвышенность, лит. Žemaičiu aukštuma, жем. Žemaitiu aukštoma) — возвышенность на северо-западе Литвы. Крупные населённые пункты Шяуляй, Плунге, Тельшяй, Куршенай, Кельме, Радвилишкис, Расейняй.
Получила название по расположению в исторической области Литвы — Жемайтии («низменный край», лит. zemas 'низкий, низменный'). Жители Жемайтии — жемайты — в древнерусских источниках назывались «жмудь». Отсюда название Жмудская возвышенность.

## Географическое описание

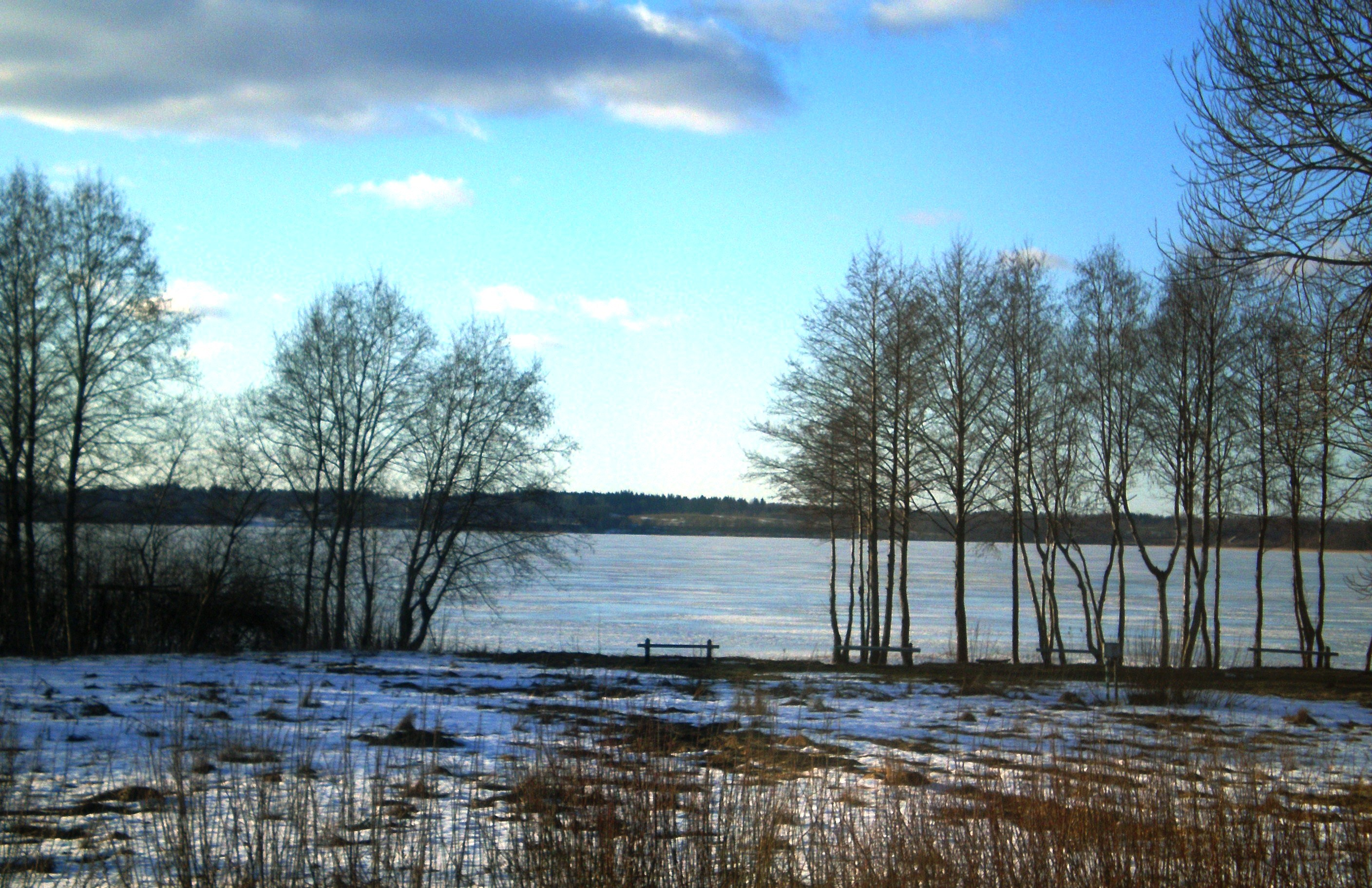
Озеро Лукштас на возвышенности

Холмисто-моренный рельеф. Хвойные и смешанные леса, луга, пастбища, пашни. Много озёр (Плателяй, Лукштас и др.). Сложена глинами, песками, мергелями триаса, юры и мела, с поверхности развиты четвертичные моренно-глинистые отложения, древнеозёрные и флювиогляциальные отложения.
Возвышенность на юге переходит в Нижненеманскую низменность.
Река Вянта длиной 350 км (одна из крупнейших рек Латвии, судоходна от устья до Пилтене) берёт начало на Жямайтской возвышенности и впадает в Балтийское море у Вентспилса. Также на возвышенности берут начало многие притоки Немана, среди которых Юра, Миния и Дубиса.
Средняя высота — около 130 м, наибольшая — 234 м (гора Медвегалис).